# Tomás Val
Tomás Val Sáez (Marcillo, 10 de febrero de 1961) es un novelista y periodista especializado en cultura y literatura.

## Biografía
Comenzó su andadura periodística en Diario16 de Burgos, en su suplemento de Cultura, y posteriormente pasó al Norte de Castilla, periódico vallisoletano donde se incorporó como articulista político en 1992. Colaborador habitual de diversos medios, su firma es habitual en revistas especializadas como Delibros, La Clave, Mercurio, La Página. También ha participado en diversas tertulias radiofónicas y televisivas, como Espejo Público de Antena 3.
Marcillo de Bureba es un pueblo al que dedica la obra Cuentos del nunca más, además de servirle de inspiración y localización en otras de sus narraciones.

## Obra
- La herencia de Ayala, 1993 (Novela. Premio Ateneo de Valladolid en 1993). Ayuntamiento de Valladolid.
- Llegada para mí la hora del olvido, 1997 (Novela). Editorial Alfaguara. ISBN 978-84-204-8521-8
- Memorias inventadas, 1999 (Relatos)
- Palabras de madera, 2001 (Novela). Editorial Espasa.
- El secreto del agua, 2004. (Novela) Alfaguara. ISBN 84-204-0114-5
- Cuentos del nunca más, 2004 (Relatos). Junta de Castilla y León. ISBN 978-84-9718-251-5
- Lector universal, 2005 (Colaboración en obra colectiva) en Literatura actual en Castilla y León: actas del II Congreso de Literatura Contemporánea / coord. por José María Balcells. ISBN 84-8183-146-8
- Rastro de ficción, 2006 (Relatos). Editorial Idea.
- Cuentos del desamparo, 2011 (Novela) Editorial Menoscuarto. ISBN 978-84-96675-63-6
- La infancia de los pueblos desaparecidos, 2019 (Novela). Eolas Ediciones. ISBN 978-84-17315-96-2